# Avesnes-le-Comte
Avesnes-le-Comte (flämisch: s’Gravenhoven) ist eine französische Gemeinde mit 1.817 Einwohnern (Stand: 1. Januar 2022) im Département Pas-de-Calais in der Region Hauts-de-France. Sie gehört zum Arrondissement Arras und zum Kanton Avesnes-le-Comte. Die Einwohner werden Avesnois genannt.

## Geographie
Die Gemeinde Avesnes-le-Comte liegt etwa 17 Kilometer westlich von Arras. Nachbargemeinden von Avesnes-le-Comte sind Noyelle-Vion im Norden, Hauteville im Osten, Fosseux im Südosten, Barly im Süden, Sombrin und Grand-Rullecourt im Südwesten sowie Beaufort-Blavincourt im Westen. Durch die Gemeinde führt die frühere Route nationale 339 (heutige D339).

## Bevölkerungsentwicklung
| Jahr      | 1962 | 1968 | 1975 | 1982 | 1990 | 1999 | 2006 | 2013 | 2022 |
| Einwohner | 1388 | 1424 | 1490 | 1835 | 2011 | 1983 | 2061 | 1998 | 1817 |

## Sehenswürdigkeiten
- Kirche Saint-Nicolas, im 12. Jahrhundert erbaut, 1574 rekonstruiert, seit 1910 Monument historique, Friedhof seit 1937
- Wallburg (Motte) aus dem 12. Jahrhundert

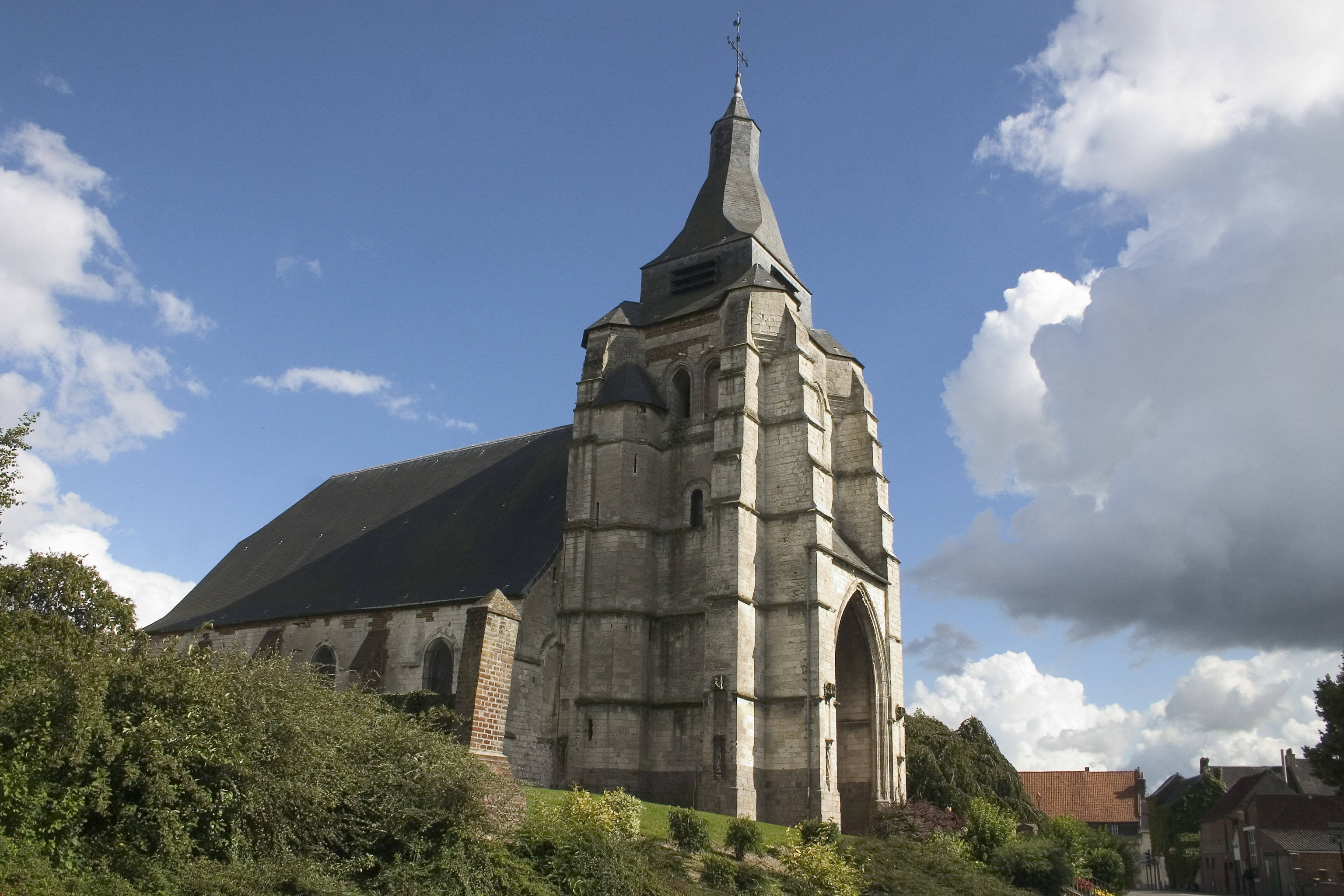
Kirche Saint-Nicolas

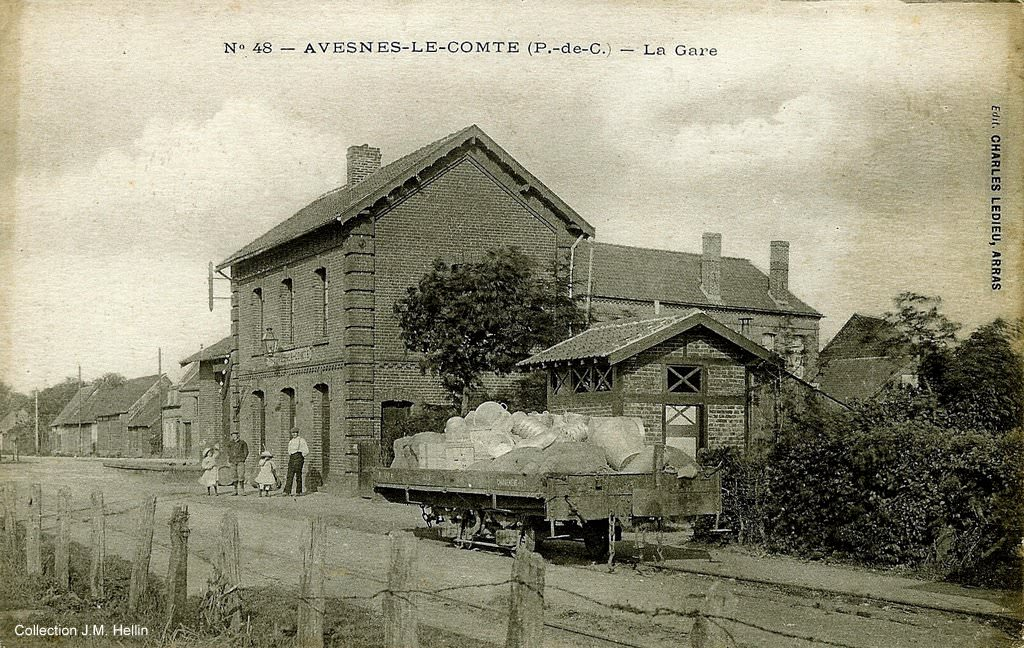
Bahnhof auf einer alten Postkarte

- Rathaus von 1830
- Wasserturm